# Jibeuro
Jibeuro (집으로 – Jibeuro) es una película ganadora de los Grand Bell Awards escrita y dirigida por Lee Jeong-hyang. Cuenta la historia de una abuela y su nieto nacido en la ciudad que va a vivir con ella en un pueblo rural. El film que recuerda a las jóvenes generaciones el amor incondicional y el cuidado que los ancianos desinteresadamente dan. 
Ganó el equivalente sur coreano de los Óscar para mejor película y guion.
Sang Woo y su abuela fue la segunda película de mayor recaudación para un film local en Corea del Sur en el 2002. Fue lanzada a DVD con subtítulos en inglés en 2003 por Paramount.

## Argumento
Sang Woo (Yoo Seung-ho), un niño malcriado e irrespetuoso, es dejado en casa de su abuela (Kim Eul-boon), en el campo, por su madre, mientras trata de conseguir empleo. De inmediato, Sang percibe el cambio en el estilo de vida, pues en su nuevo hogar ya no posee los privilegios que tenía antes, a lo que da como respuesta constantes insultos y humillaciones a su humilde abuela, quien trata de complacerlo en todo. Sin embargo, con el pasar del tiempo, la vida del campo, la convivencia con su abuela y el vivir de primera mano duras experiencias, Sang irá aprendiendo fuertes lecciones, las cuales efectuarán un importante cambio en su comportamiento y en la actitud que tiene tanto con su abuela como con su entorno, haciéndolo empezar a valorar el esfuerzo que los demás realizan, y llegando a adorar a su abuela, a pesar de no querer demostrarlo.

## Elenco
- Kim Eul-boon – Abuela
- Yoo Seung-ho – Sang-woo, pequeño niño
- Min Kyung-hyun – Cheil-e, la pequeña niña del pueblo
- Dong Hyo-hee – la madre de Sang-woo
- Yim Eun-kyung – Hae Yeon
- Min Kyung Hoon - El niño del pueblo

## Recepción
El film recibió generalmente buenas reseñas de parte de críticos occidentales y coreanos. La página recopiladora de reseñas profesionales Rotten Tomatoes reporta que de un total de 56 críticas un 75% es de opinión positiva. La película actualmente tiene una puntuación de 7.5 en IMDb.com y un 7.5 en Filmaffinity. Steven Rea del Philadelphia Inquirer dio al film 3.5 estrellas de un total de 4 diciendo que "El film de Jeong-Hyang Lee es engañosamente simple, profundamente satisfactorio"
Muchos críticos alabaron el estilo de la película como así también la actuación de la inexperta Kim Eul-boon quien a los 78 además de nunca haber actuado antes nunca vio una película en su vida. La película ganó los premios para mejor película y mejor guion en los Grand Bell Awards y también fue nominada para mejor película asiática para la vigésimo segunda edición de los Hong Kong Film Awards, pero perdió con My Sassy Girl, otro film surcoreano.